# 7-O-Metilluteon
7-O-Metilluteon je prenilisani izoflavon. On je prisutan u kori biljke Erythrina burttii.
Enzim monoprenil izoflavon epoksidaza koristi 7-O-metiluteon, , + i O2 da formira dihidrofuran piranoizoflavonske derivate, + i .